# Amplification aléatoire d'ADN polymorphe

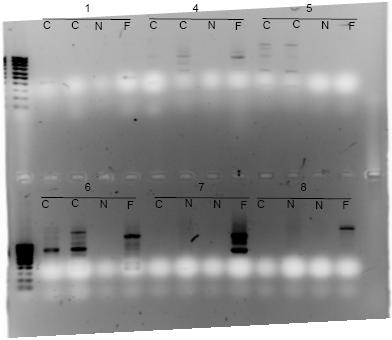
Exemple de gel de RAPD.

Pour les articles homonymes, voir Amplification.
L'amplification aléatoire d'ADN polymorphe, plus connue sous le nom de RAPD (pour random amplified polymorphic DNA) est une technique d'analyse de l'ADN utilisée en biologie moléculaire.

## Principes
Il s'agit d'une réaction de PCR dans laquelle les segments d'ADN amplifiés ne sont pas choisis par l'expérimentateur, mais amplifiés "au hasard".

Dans cette technique l'expérimentateur crée plusieurs amorces courtes de séquence définie arbitrairement. Il procède ensuite à une amplification par PCR d'ADN génomique en utilisant les amorces précédemment définies.

Si ces amorces s'hybrident avec l'ADN testé il pourra y avoir une amplification de certains fragments. Cela suppose que deux amorces s'hybrident de part et d'autre d'un segment d'ADN d'une taille compatible avec l'amplification (voir l'article Réaction en chaîne par polymérase). L'amplification est donc aléatoire.

L'analyse par électrophorèse des fragments amplifiés donnera un profil particulier, caractéristique de l'ADN de départ.

## Avantage et inconvénients
Un intérêt de la technique est qu'elle ne nécessite pas de connaissance préalable de l'ADN cible, les amorces utilisées vont s'hybrider de façon "aléatoire" dans la séquence, sans que l'on sache exactement où.

La technique permet de comparer les ADN de systèmes biologiques pour lesquels on dispose de peu d'informations. ADN d'espèces peu étudiées ou ADN pour lesquels on dispose de peu de séquences.

La méthode ne permet pas d'obtenir une banque d'ADN d'un organisme.
Une des limites de la RAPD est qu'elle doit être utilisée sur des fragments d'ADN génomiques "intacts", les résultats obtenus avec des fragments d'ADN dégradés ne seront pas exploitables. Elle peut aussi mettre en évidence, sans les quantifier précisément, des dégradations de l'ADN, par exemple après exposition d'une cellule ou d'un organisme à un agent mutagène ou génotoxique.
La RAPD est considérée comme étant moins efficace que l'utilisation des méthodes de comparaison ciblées sur les ADN spécifiques d'espèces comme les STR ou VTR (short tandem repeat, voir microsatellites)